# Партизаны (Крым)
Партиза́ны (до 1948 года Шейх-Эли́; укр. Партизани, крымскотат. Şeyh Eli, Шейх Эли) — село в Кировском районе Республики Крым, центр Партизанского сельского поселения (согласно административно-территориальному делению Украины — Партизанского сельского совета Автономной Республики Крым).

## Население
| 2001 | 2014  |
| ---- | ----- |
| 1724 | ↘1487 |

Всеукраинская перепись 2001 года показала следующее распределение по носителям языка
| Язык             | Процент |
| ---------------- | ------- |
| русский          | 67.81   |
| крымскотатарский | 19.55   |
| украинский       | 11.31   |
| другие           | 0.69    |

### Динамика численности
| - 1805 год — 122 чел. - 1864 год — 61 чел. - 1889 год — 103 чел. - 1892 год — 72 чел. - 1902 год — 78 чел. - 1904 год — 45 чел. - 1911 год — 90 чел. | - 1915 год — 91/117 чел. - 1926 год — 250 чел. - 1939 год — 324 чел. - 1989 год — 1626 чел. - 2001 год — 1724 чел. - 2009 год — 1668 чел. - 2014 год — 1487 чел. |

## Современное состояние
На 2017 год в Партизанах числится 13 улиц; на 2009 год, по данным сельсовета, село занимало площадь 260,1 гектара на которой, в 520 дворах, проживало 1668 человек. На территории села действуют средняя общеобразовательная школа и ясли-сад № 4 «Колокольчик», сельский Дом культуры, построенный в конце 1960-х годов, фельдшерско-акушерский пункт, отделение почты России, храм святителя Спиридона, епископа Тримифунтского. Партизаны связаны автобусным сообщением с райцентром и соседними населёнными пунктами.

## География
Партизаны — село в центре района, в степном Крыму, в долине небольшой реки Кхоур-Джилга, высота центра села над уровнем моря — 75 м. Ближайшие населённые пункты: Журавки в 4 км на восток, Матросовка в 2 км на юг и Спасовка Советского района в 3 км на запад. Райцентр Кировское — примерно в 13 километрах (по шоссе), там же ближайшая железнодорожная станция — Кировская (на линии Джанкой — Феодосия). Транспортное сообщение осуществляется по региональной автодороге 35Н-576 от шоссе «граница с Украиной — Джанкой — Феодосия — Керчь» до Видного и 35Н-194 Партизаны — Спасовка — Абрикосовка (по украинской классификации — С-0-11419 и С-0-10505).

## История
Первое документальное упоминание села встречается в Камеральном Описании Крыма… 1784 года, судя по которому, в последний период Крымского ханства Шейхели входил в Старо-Крымский кадылык Кефинского каймаканства. После присоединения Крыма к России (8) 19 апреля 1783 года, (8) 19 февраля 1784 года, именным указом Екатерины II сенату, на территории бывшего Крымского Ханства была образована Таврическая область и деревня была приписана к Левкопольскому, а после ликвидации в 1787 году Левкопольского — к Феодосийскому уезду Таврической области. После Павловских реформ, с 1796 по 1802 год, входила в Акмечетский уезд Новороссийской губернии. По новому административному делению, после создания 8 (20) октября 1802 года Таврической губернии, Шейх-Эли был включён в состав Байрачской волости Феодосийского уезда.
По Ведомости о числе селений, названиях оных, в них дворов… состоящих в Феодосийском уезде от 14 октября 1805 года , в деревне Шейх-Эли числилось 17 дворов и 122 жителя крымских татар. На военно-топографической карте генерал-майора Мухина 1817 года деревня Шеих ели (также подписанная, как Елисаветовка, на левом берегу речки Нахичеван чокрак, или, на современных картах, Кхоур-Джилга) обозначена с 50 дворами. После реформы волостного деления 1829 года Тамак Шеих Эли, согласно «Ведомости о казённых волостях Таврической губернии 1829 года», передали в состав Учкуйской волости (переименованной из Байрачской). На карте 1836 года в деревне19 дворов. Затем, видимо, вследствие эмиграции крымских татар в Турцию, деревня заметно опустела и на карте 1842 года Шеих Эли обозначен условным знаком «малая деревня», то есть, менее 5 дворов.
В 1860-х годах, после земской реформы Александра II, деревню приписали к Салынской волости. Согласно «Списку населённых мест Таврической губернии по сведениям 1864 года», составленному по результатам VIII ревизии 1864 года, Тереклы-Шейх-Эли — владельческая русская, греческая и татарская деревня с 19 дворами, 61 жителем и мечетью при ручье Нахичеван-Чокрак. По обследованиям профессора А. Н. Козловского начала 1860-х годов, в селении «…имелась пресная вода в изобилии из горных родников и ручьёв», а также из реки Бурундук. На трёхверстовой карте Шуберта 1865—1876 года в деревне Шеих-Эли обозначено 5 дворов.
В 1869 году крымскими немцами лютеранами, на 3379 десятинах земли было основано немецкое поселение.
4 июня 1871 года были высочайше утверждены Правила об устройстве поселян-собственников (бывших колонистов)…, согласно которым образовывалась немецкая Цюрихтальская волость и Шейх-Эли включили в её состав. На 1886 год в немецкой колонии Шейх-Эли (Круглик), согласно справочнику «Волости и важнѣйшія селенія Европейской Россіи», проживало 62 человека в 11 домохозяйствах, действовали молитвенный дом, школа и лавка. По «Памятной книге Таврической губернии 1889 года», по результатам Х ревизии 1887 года, в деревне Шейх-Эли числилось 20 дворов и 103 жителя. На верстовой карте 1890 года в деревне Круглик или Шеих-Эли обозначено 23 двора с немецким населением.
После земской реформы 1890-х годов деревню возвратили в состав Владиславской волости.
По «…Памятной книжке Таврической губернии на 1892 год» в деревне Шеих-Эли, входившей в Ислям-Терекское сельское общество, числилось 72 жителя в 2 домохозяйствах, а в не входившем в сельское общество жителей и домохозяйств не числилось. По «…Памятной книжке Таврической губернии на 1902 год» в деревне Шеих-Эли числилось 78 жителей в 12 домохозяйствах. Согласно энциклопедическому словарю «Немцы России», в 1904 году в деревне было 45 жителей, в 1911 — 90. На 1914 год в селении действовало немецкое земское училище. По Статистическому справочнику Таврической губернии. Ч.II-я. Статистический очерк, выпуск пятый Феодосийский уезд, 1915 год, в деревне Шеих-Элли Владиславской волости Феодосийского уезда числилось 19 дворов (все дворы с землёй) с немецким населением в количестве 91 человека приписных жителей и 117 «посторонних», из которых 107 мужчин и 101 женщина. Жители владели 3179 десятинами удобной земли. В хозяйствах имелось 150 лошадей, 325 волов, 94 коровы и 700 голов овец, свиней, или коз. Согласно списку 1915 года «…русских подданных из австрийских, венгерских или германских выходцев» землевладельцев, опубликованном в газете «Таврические губернские ведомости» в апреле 1915 года, при деревне Джепар-Юрт выделялось многочисленное семейство крымских немцев Рапп. Отец Яков Матвеевич имел 451 десятину земли, его сыновья Вильгельм — 434 дес., Матвей — 258 дес., Иоганнес и Христиан — по 306 дес., Рапп Эдуард Иоганнович — 154 дес. и Рапп Иоганнес Эммануилович — 115 дес. Кроме того Вальц Христиан Яковлевич, имел 166 дес., Нусс Вильгельм Матвеевич — 308 дес., Сигле Соломон Яковлевич — 308 дес., Шталь Иоганнес Яковлевич — 384 дес. и Эльвейн Матвей Христианович — 302 дес..
После установления в Крыму Советской власти, по постановлению Крымревкома от 8 января 1921 года была упразднена волостная система и село вошло в состав вновь созданного Владиславовского района Феодосийского уезда, а в 1922 году уезды получили название округов. 11 октября 1923 года, согласно постановлению ВЦИК, в административное деление Крымской АССР были внесены изменения, в результате которых округа ликвидировались и Владиславовский район стал самостоятельной административной единицей. Декретом ВЦИК от 04 сентября 1924 года «Об упразднении некоторых районов Автономной Крымской С. С. Р.» в октябре 1924 года район был преобразован в Феодосийский и село включили в его состав. Согласно Списку населённых пунктов Крымской АССР по Всесоюзной переписи 17 декабря 1926 года, в селе Шейх-Эли, Сеит-Элинского сельсовета (в котором село состояло всю дальнейшую историю) Феодосийского района, числилось 65 дворов, из них 63 крестьянских, население составляло 250 человек, из них 181 немец, 39 армян, 12 украинцев, 10 русских, 5 болгар, 1 белорус, 1 татарин, 1 записан в графе «прочие», действовала немецкая школа I ступени (пятилетка). Постановлением ВЦИК «О реорганизации сети районов Крымской АССР» от 30 октября 1930 года из Феодосийского района был выделен (воссоздан) Старо-Крымский район (по другим сведениям 15 сентября 1931 года) и село включили в его состав, а, с образованием в 1935 году Кировского — в состав нового района. В период коллективизации был образован колхоз им. Сталина. По данным всесоюзной переписи населения 1939 года в селе проживало 324 человека.

Вскоре после начала Великой Отечественной войны, 18 августа 1941 года крымские немцы были выселены, сначала в Ставропольский край, а затем в Сибирь и северный Казахстан. В годы Отечественной войны на фронтах и в партизанских отрядах сражалось более ста жителей Шейх-Эли, 44 из них погибли. В их честь в центре села в мае 1971 года установлен памятный знак, на котором выбиты имена павших. Во время Керченско-Феодосийской десантной операции в январе 1942 года в районе села погибли два участника десанта (фамилии не установлены). В 1972 году останки погибших и в центр села, на могиле сооружен памятник работы заслуженного художника Республики Крым Бориса Лец. В братской могиле на сельском кладбище захоронены партизаны из разных отрядов Восточного соединения: боец 7-го отряда Иван Петрович Бондаренко, 1921 года рождения, погибший16 декабря 1943 года; боец 3-го отряда Пётр Фёдорович Мосин, 1901 года рождения, убит 13 апреля 1944 года в бою у Изюмовки; боец 9-го отряда Иван Абрамович Нюшков, 1912 года рождения, погибший 13 марта 1944 года. Позже были перезахороненых в селе. Постановлением Совета министров Республики Крым № 627 от 20 декабря 2016 года братская могила и памятный знак односельчанам отнесены к категории объектов культурно-исторического наследия России.

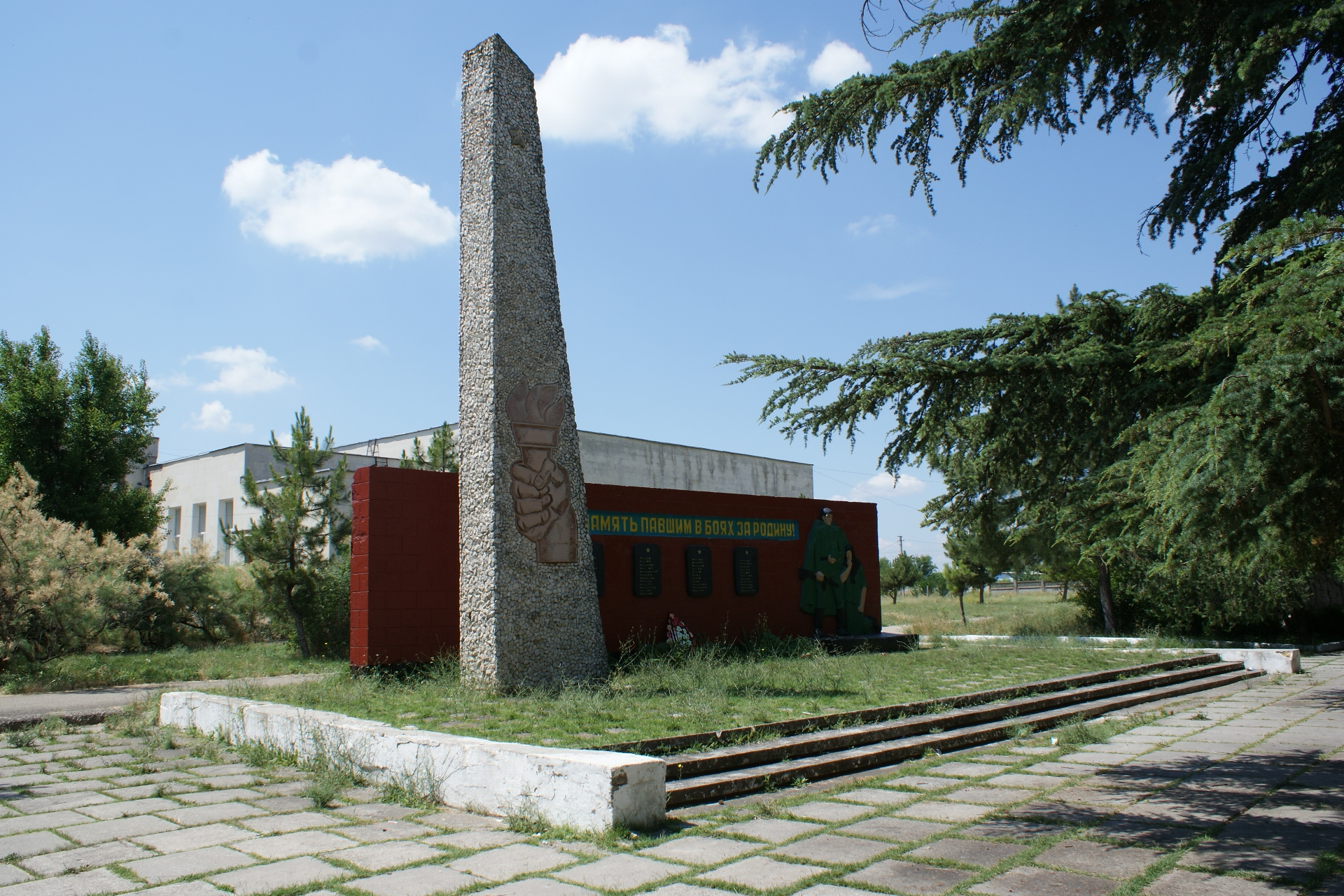
Памятный знак в честь воинов-односельчан.
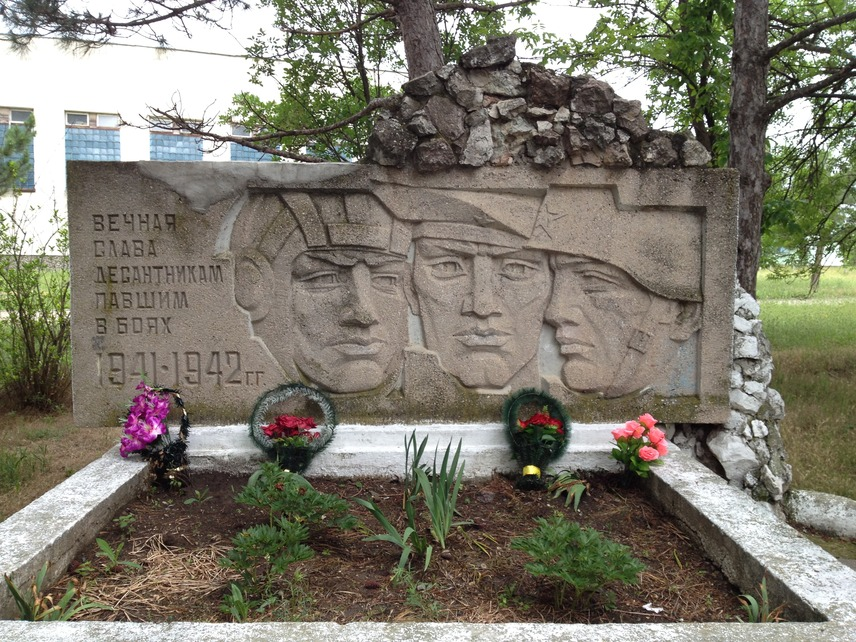
Братская могила советских воинов.
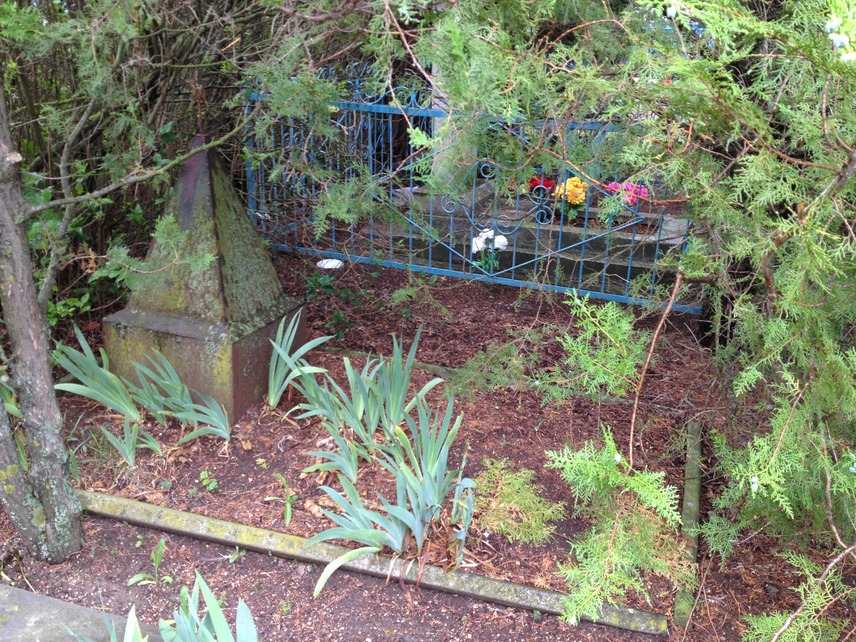
Братская могила партизан.

После освобождени Крыма от фашистов в апреле 1944 года, 12 августа того же года было принято постановление № ГОКО-6372с «О переселении колхозников в районы Крыма» и в сентябре того же года в село приехали первые переселенцы, 428 семей, из Тамбовской области, а в начале 1950-х годов последовала вторая волна переселенцев. С 1954 года местами наиболее массового набора населения стали различные области Украины. С 25 июня 1946 года Шейх-Эли в составе Крымской области РСФСР. Указом Президиума Верховного Совета РСФСР от 18 мая 1948 года, Шейх-Эли переименовали в Партизаны. 26 апреля 1954 года Крымская область была передана из состава РСФСР в состав УССР. Указом Президиума Верховного Совета УССР от 23 сентября 1959 года и решением Крымоблисполкома от 24 сентября 1959 года был упразднён Старо-Крымский район. В 1960 году колхоз им. Сталина стал отделением совхоза «Красный Луч» (центральная усадьба в селе Журавки). Указом Президиума Верховного Совета УССР «Об укрупнении сельских районов Крымской области», от 30 декабря 1962 года Кировский район был упразднён и село присоединили к Нижнегорскому. 1 января 1965 года, указом Президиума ВС УССР «О внесении изменений в административное районирование УССР — по Крымской области», вновь включили в состав Кировского, в том же году в селе образован колхоз «Дружба». В 1978 году село Партизаны стало центром сельского совета. По данным переписи 1989 года в селе проживало 1626 человек. С 12 февраля 1991 года село в восстановленной Крымской АССР, 26 февраля 1992 года переименованной в Автономную Республику Крым. С 21 марта 2014 года в составе Крыма аннексировано Россией.